# Harrison Bird Brown
Pour les articles homonymes, voir Bird et Brown.
Harrison Bird Brown, né en 1831 à Portland dans l'état du Maine aux États-Unis et décédé en 1915 à Londres en Angleterre, est un peintre américain, spécialisé dans la peinture de paysage et la peinture de marine.

## Biographie
Harrison Bird Brown naît à Portland dans l'état du Maine en 1831. Il commence à travailler comme apprenti dans une entreprise de peinture de maisons, de bateaux et d'enseignes. Il monte ensuite sa propre société et commence à peindre des paysages et des marines. En 1858, il expose pour la première fois ces tableaux à l'académie américaine des beaux-arts et est le premier peintre originaire du Maine à recevoir cet honneur.
Il réalise notamment plusieurs tableaux représentant les montagnes Blanches, la région du New Hampshire et l'estuaire de Casco Bay dans le golfe du Maine. Il est l'un des premiers artistes à peindre le littoral de l'île de Monhegan et les îles de l'archipel de Grand Manan. Il est présent à l'exposition universelle de 1876 et à l'exposition universelle de 1893. En 1880, il réalise pour la compagnie Maine Central deux illustrations représentant le col de Crawford Notch.
En 1892, il s'installe à Londres avec sa dernière fille ou il poursuit sa carrière de peintre. Il y réside jusqu'à la fin de sa vie, en 1915. Sa maison, la Harrison B. Brown House (en), construite en 1861 dans la périphérie de Portland et surplombant la rivière Fore (en), est inscrite depuis 1980 au registre national des lieux historiques.
Ses œuvres sont notamment visibles ou conservées au Portland Museum of Art (en), au Farnsworth Art Museum (en) de Rockland, au Colby College Museum of Art (en) de Waterville, au Peabody Essex Museum de Salem, au Fruitlands Museum (en) d'Harvard et au Bowdoin College Museum of Art (en) de Brunswick.

## Œuvres

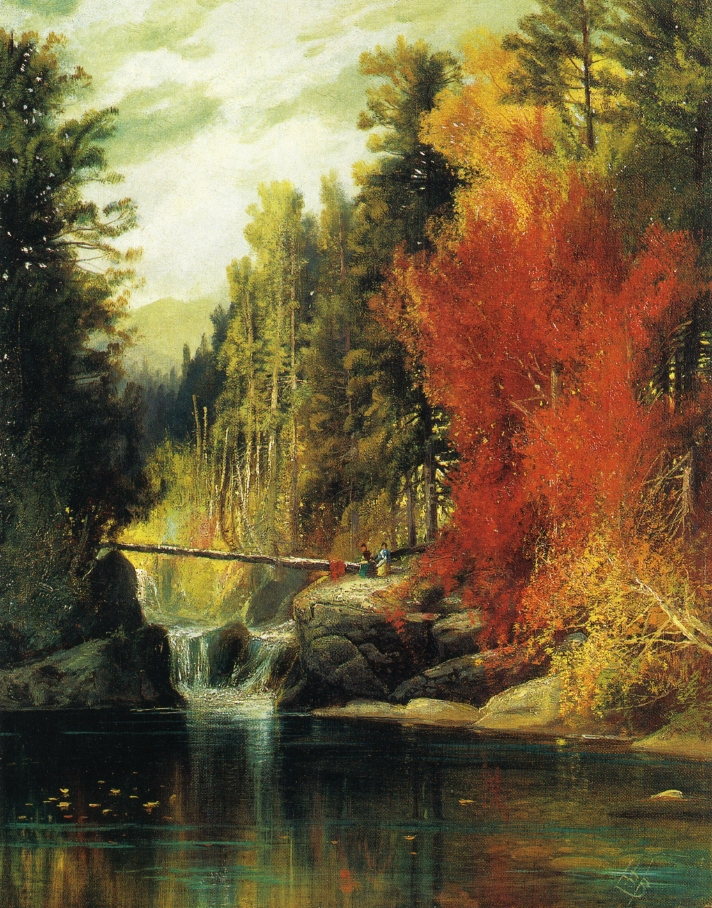
A Foliage Picnic, sans date
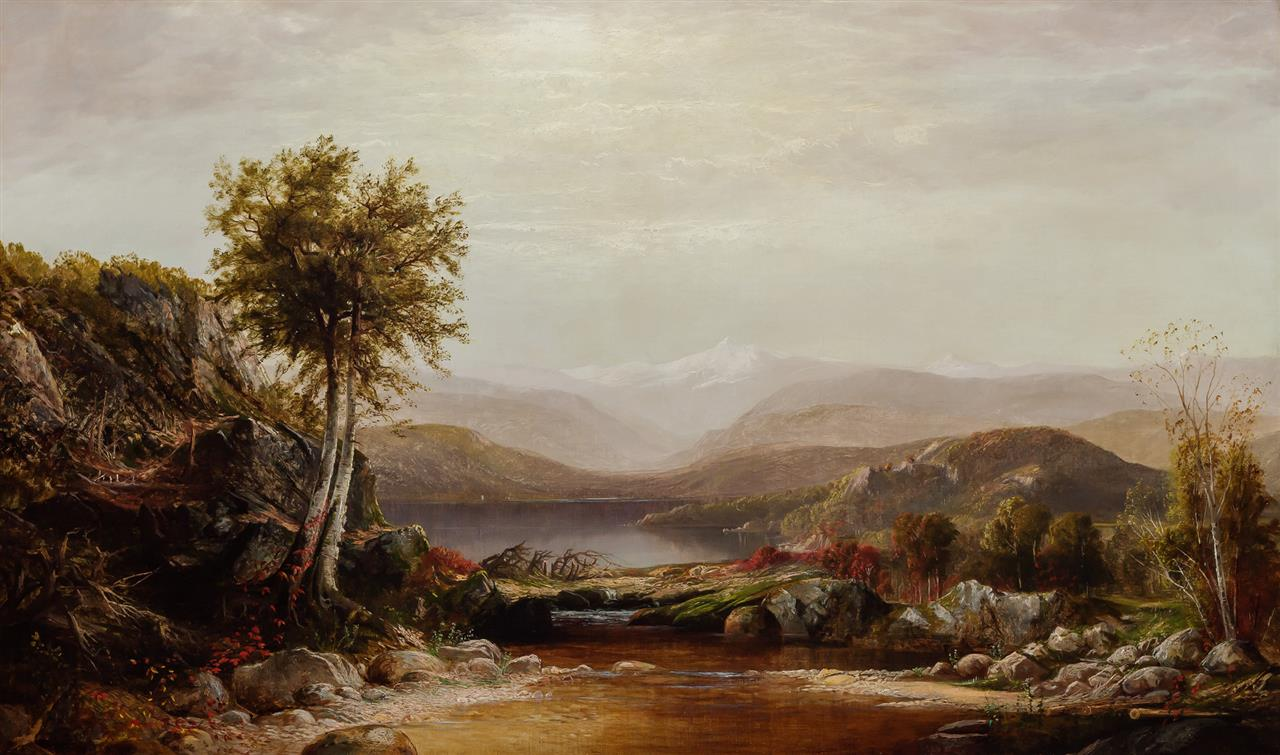
Mount Washington, sans date
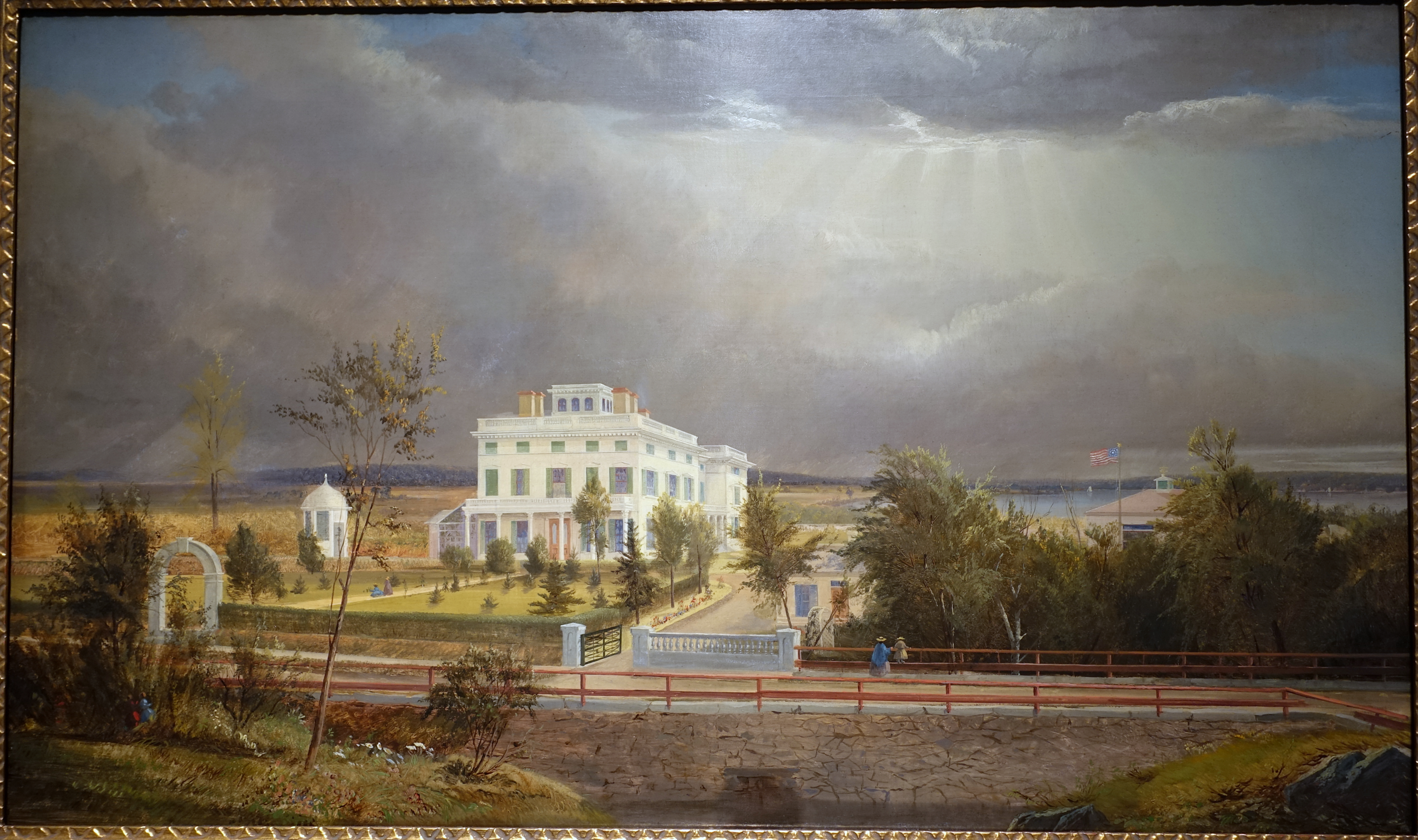
View of Captain John Brown Coyle's House, sans date
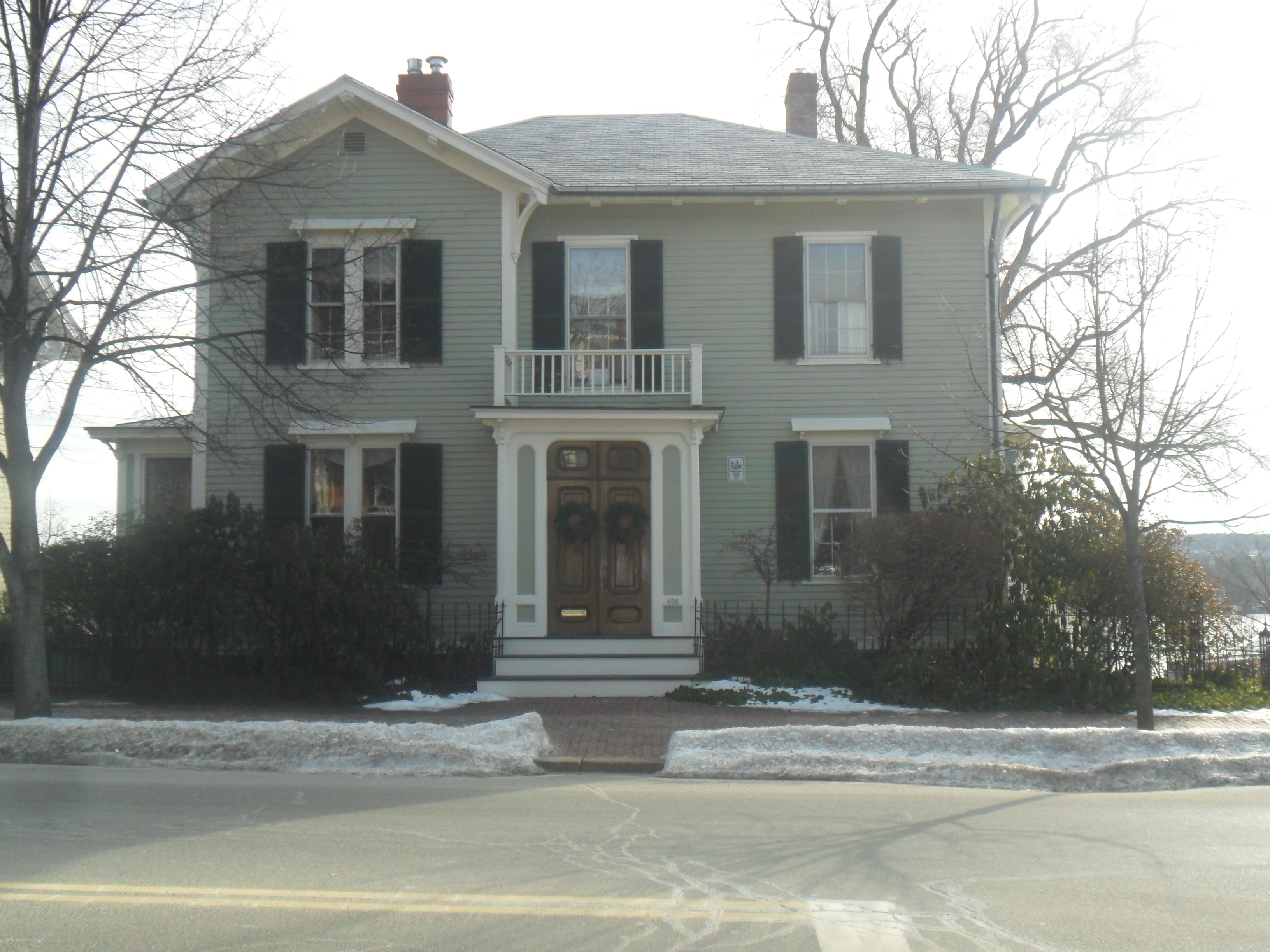
La Harrison B. Brown House (en) en 2011.